# Place du Pont-Neuf-Christo-et-Jeanne-Claude
Pour les articles homonymes, voir Place du Pont-Neuf (homonymie).
La place du Pont-Neuf - Christo et Jeanne-Claude se situe dans le 1er arrondissement de Paris.

## Situation et accès
Elle est située entre le square du Vert-Galant et le pont Neuf. Une statue équestre d'Henri IV est érigée sur ce pont.

## Origine du nom
Une partie du nom de cette place fait référence à sa situation, sur le terre-plein du Pont-Neuf. L'autre partie rend hommage au couple d'artistes Christo et Jeanne-Claude ayant emballé le pont Neuf en 1985.

## Historique
Elle a été formée à la même époque que la place Dauphine et a porté le nom de « place Henri-IV » jusqu'en 1789.
Le 4 juillet 2025, la place du Pont-Neuf est renommée et devient place du Pont-Neuf - Christo et Jeanne-Claude.

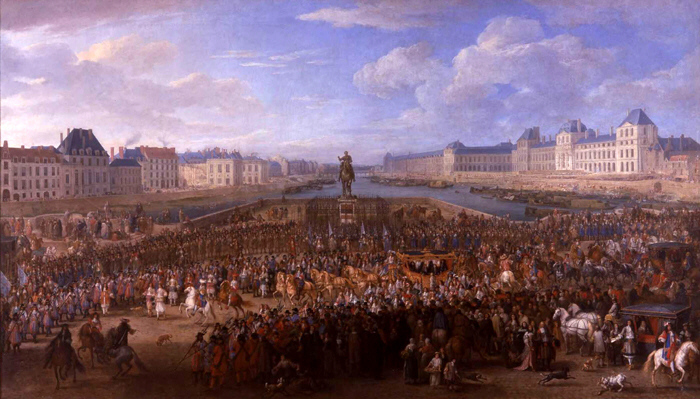
La place du Pont-Neuf en 1660.
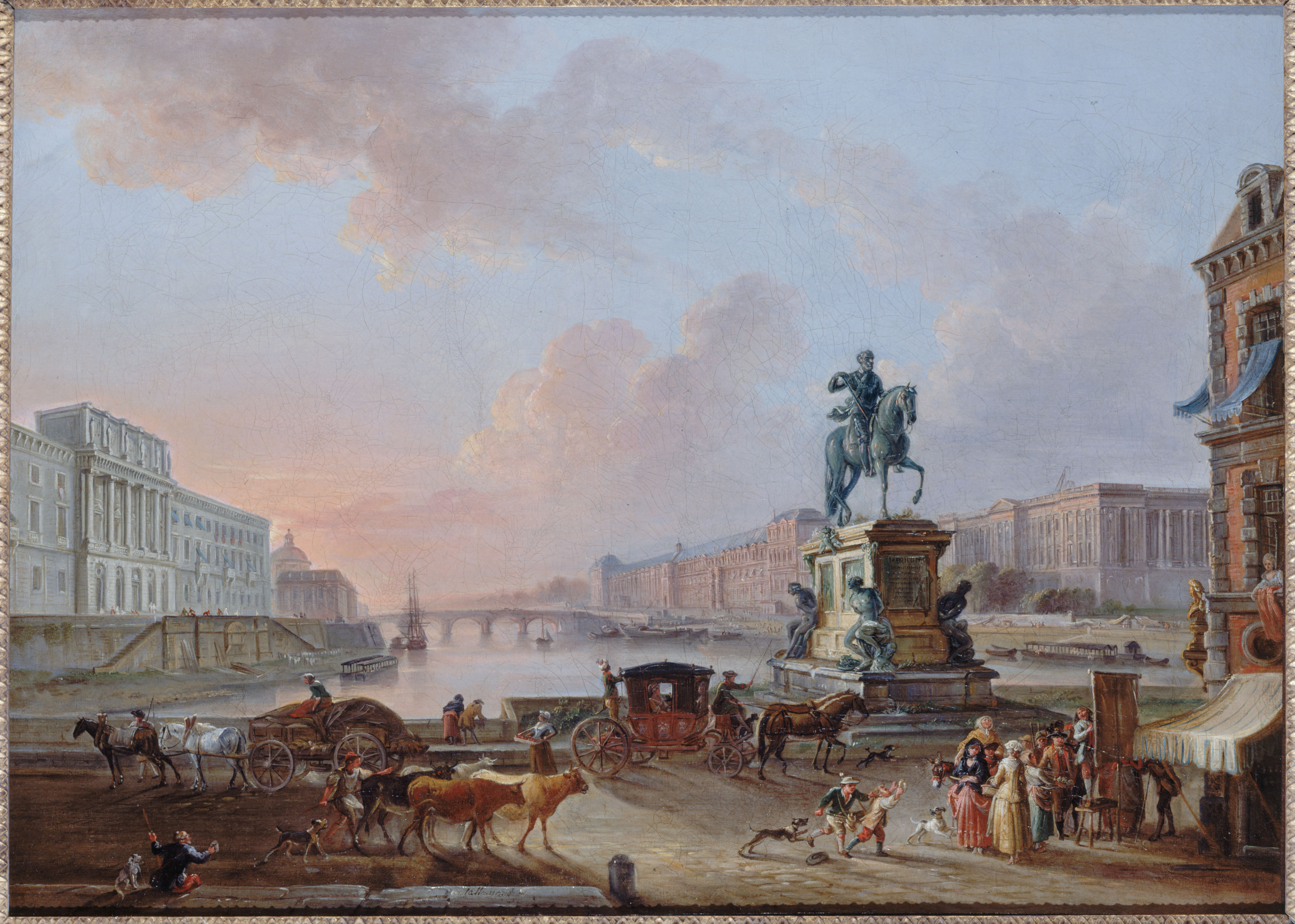
La Place vers 1775 (Jean-Baptiste Lallemand).
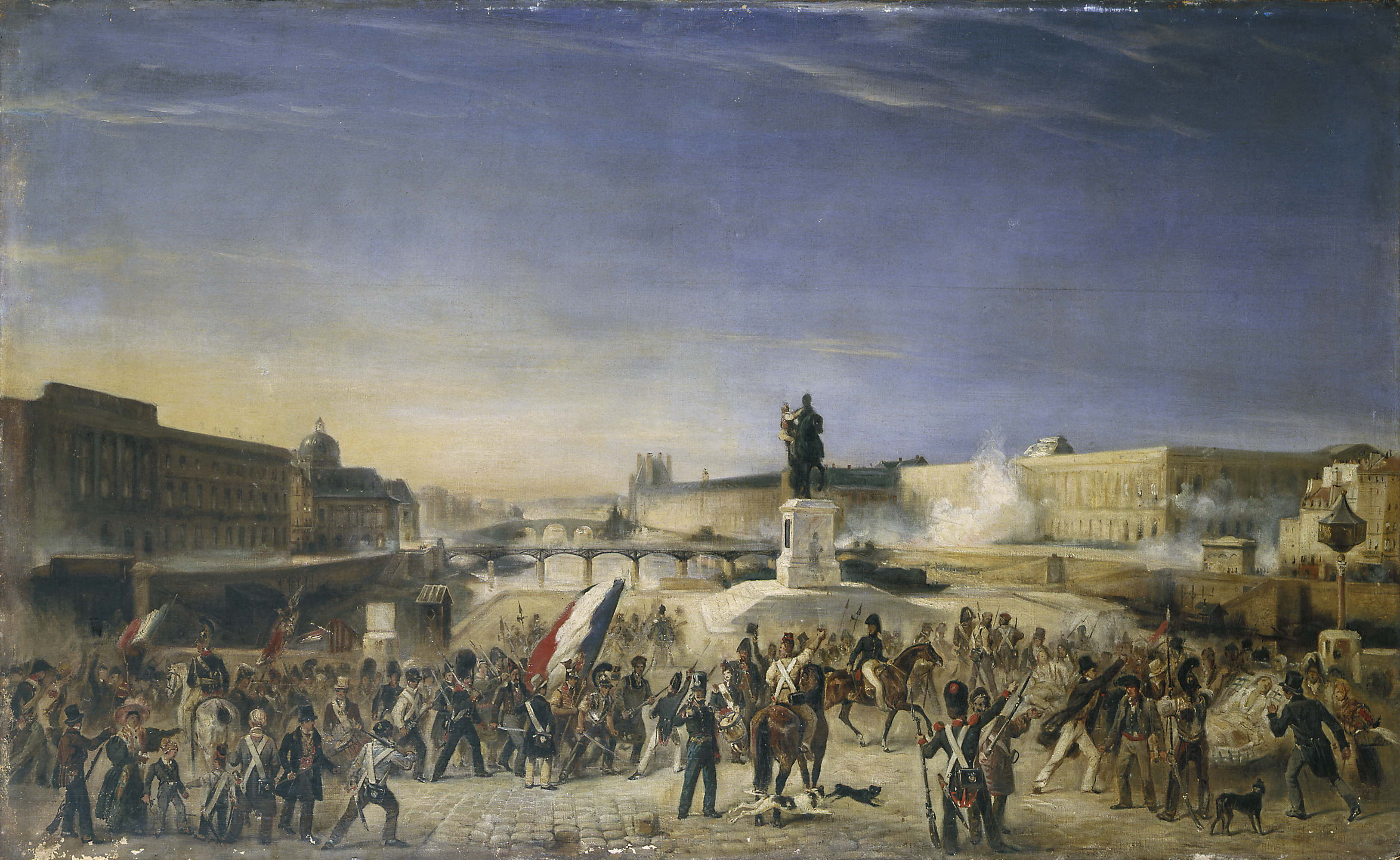
Place du Pont-Neuf en 1830.
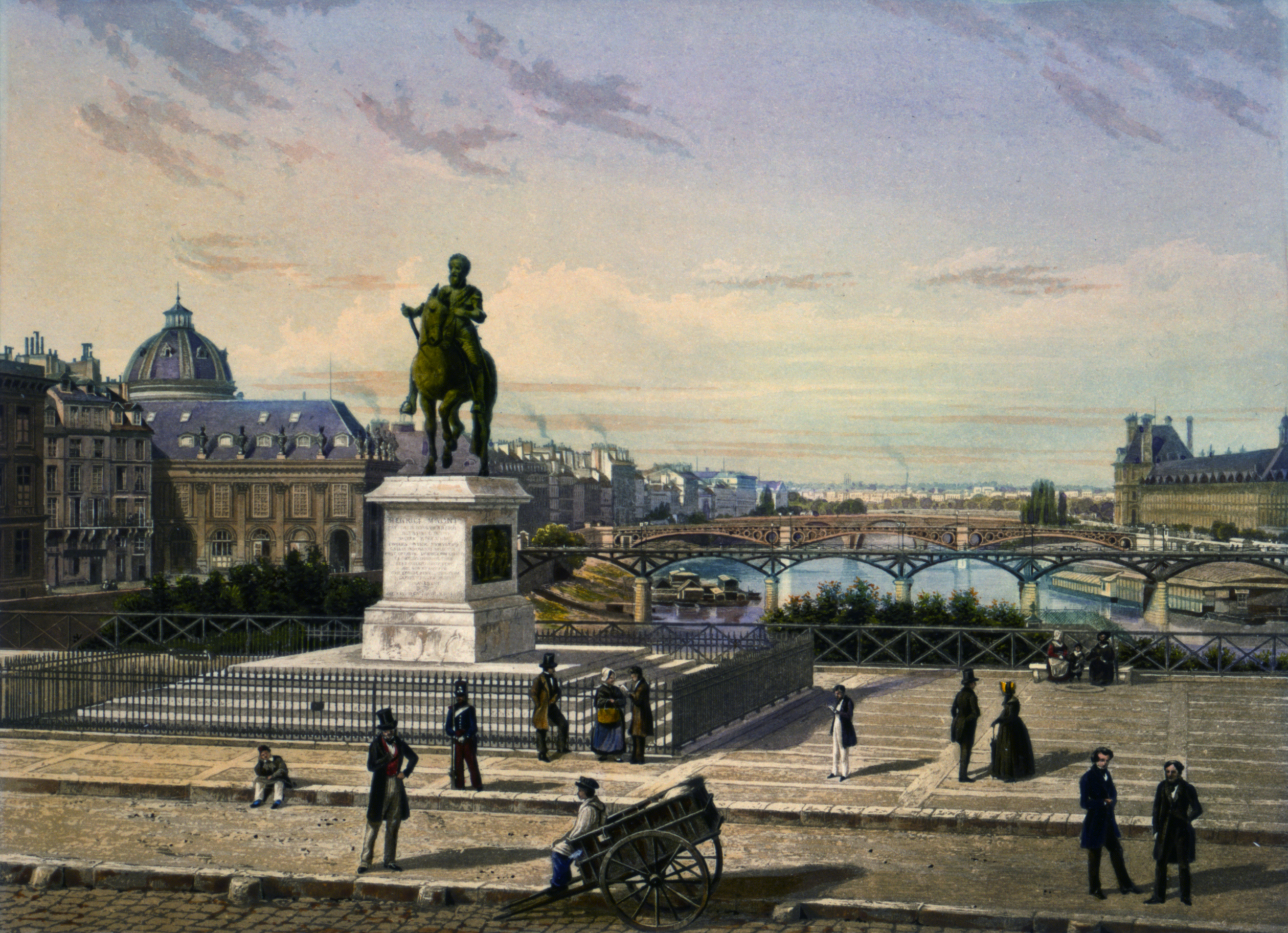
La place du Pont-Neuf avec la statue équestre d'Henri IV en 1842.
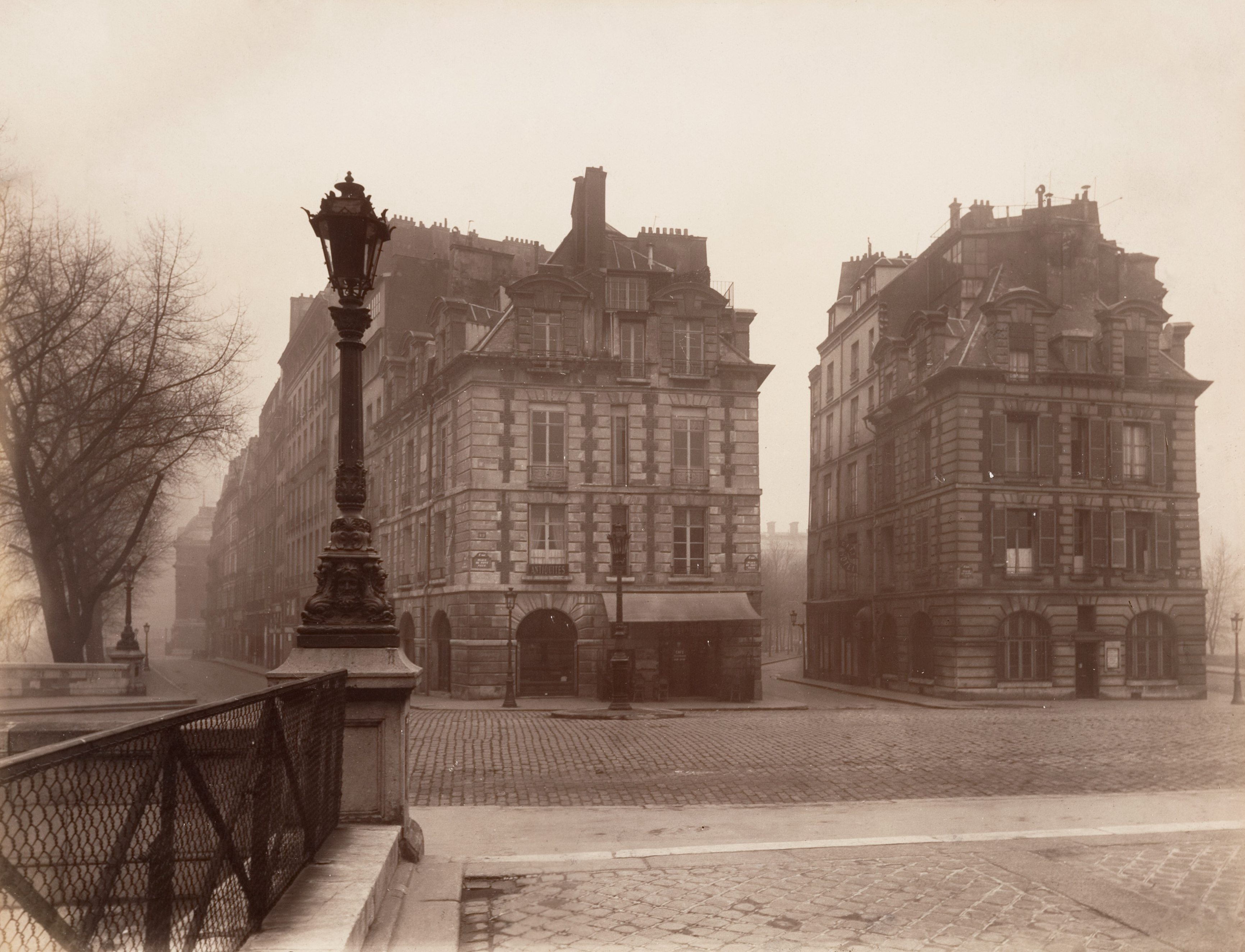
Place du Pont-Neuf en 1925 (Eugène Atget).

## Bâtiments remarquables et lieux de mémoire

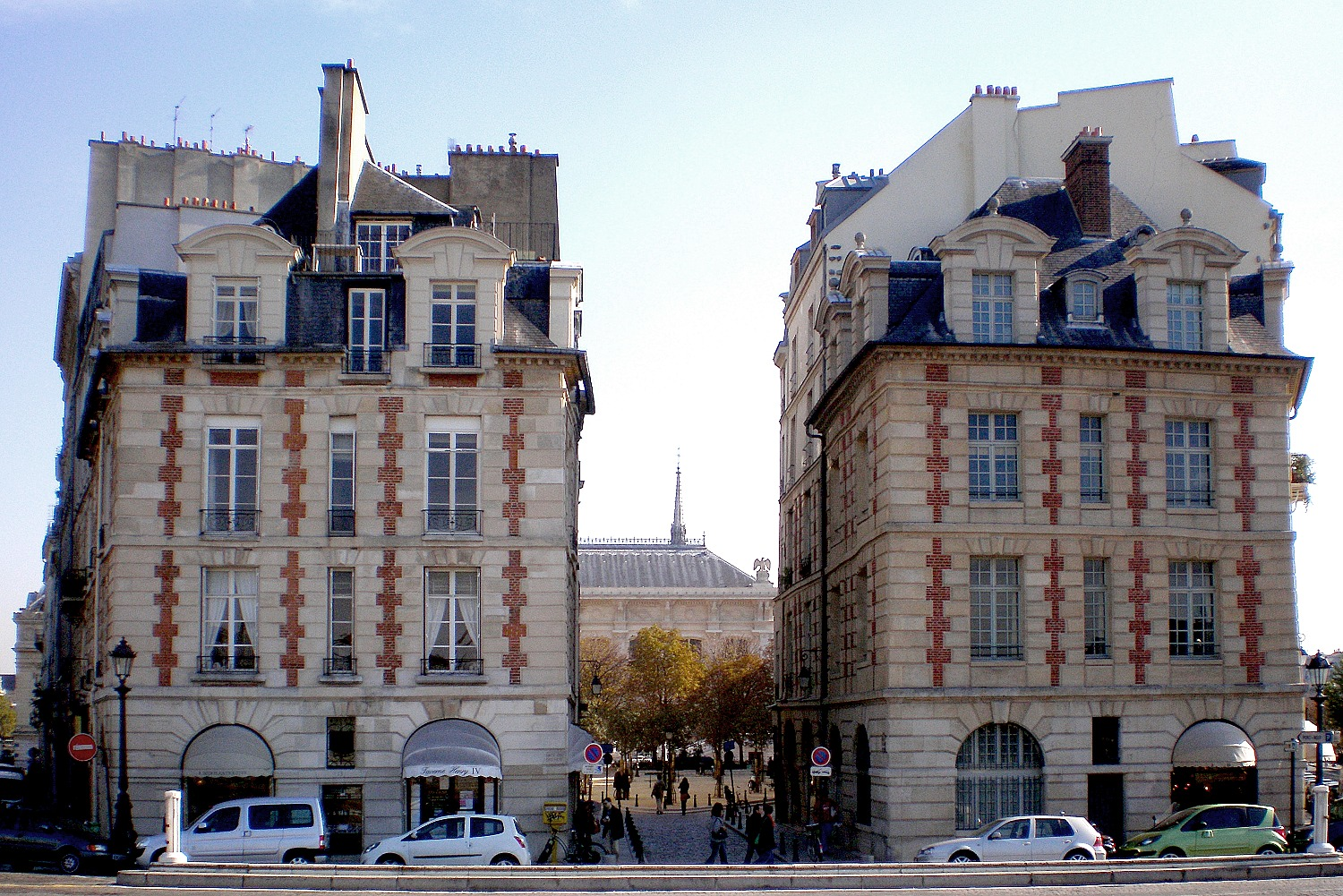
Nos 13 et 15, place du Pont-Neuf, situées de part et d'autre de la rue Henri-Robert menant à la place Dauphine.
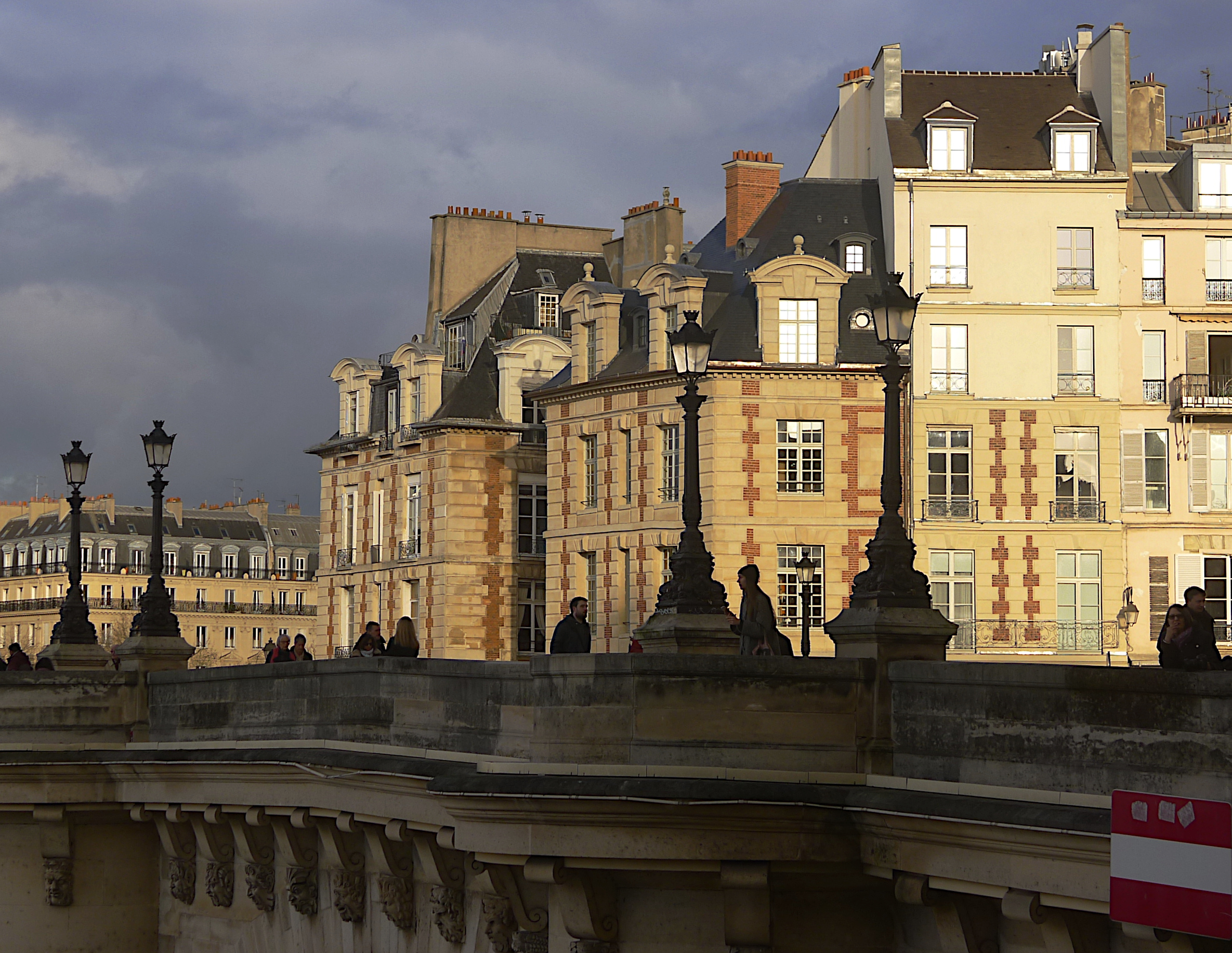
Façades des nos 13 et 15 donnant sur la place du Pont-Neuf, prises du tablier sud du Pont-Neuf en direction du quai des Orfèvres.
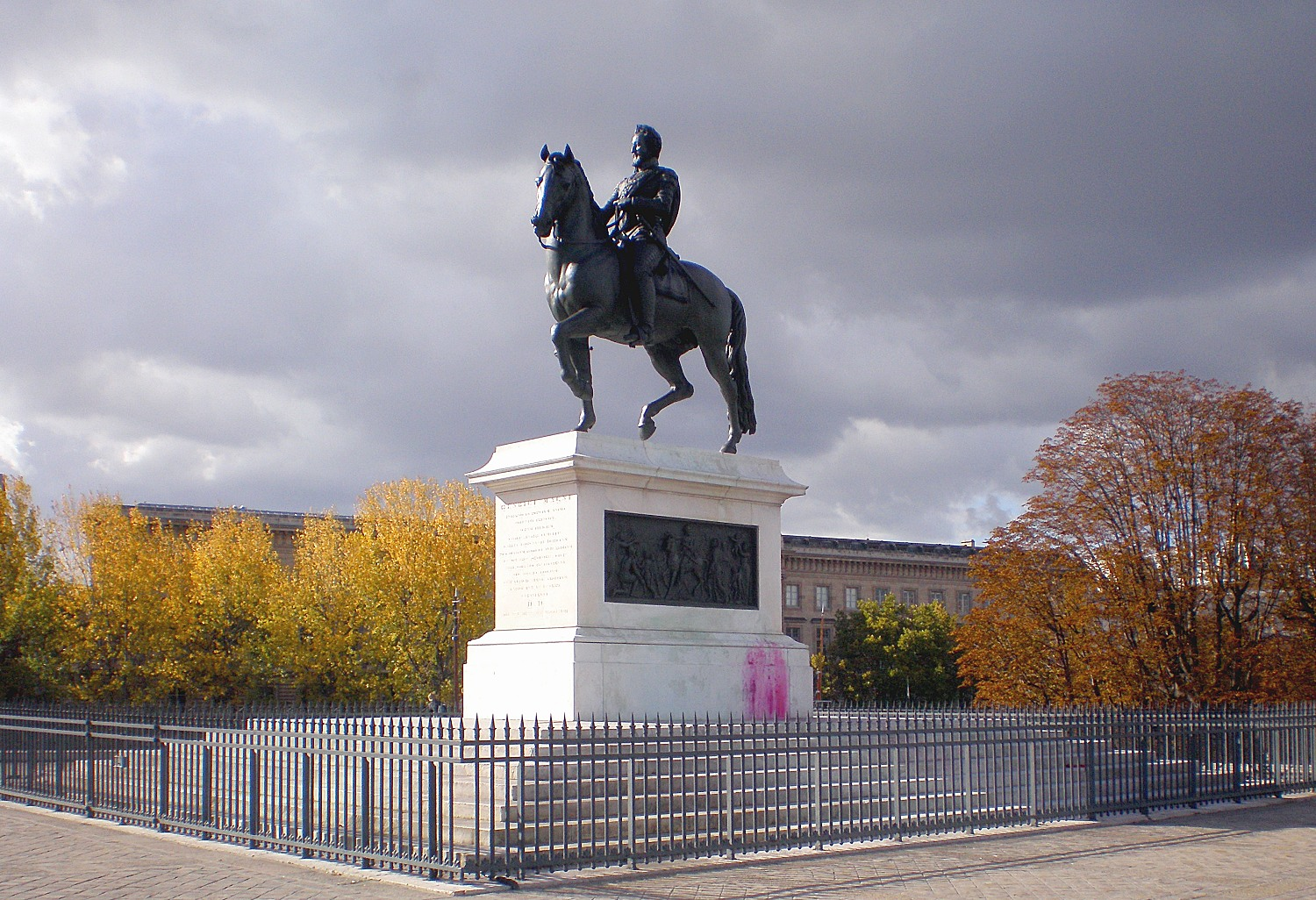
Place du Pont-Neuf, avec la statue équestre d'Henri IV (Paris 1er).
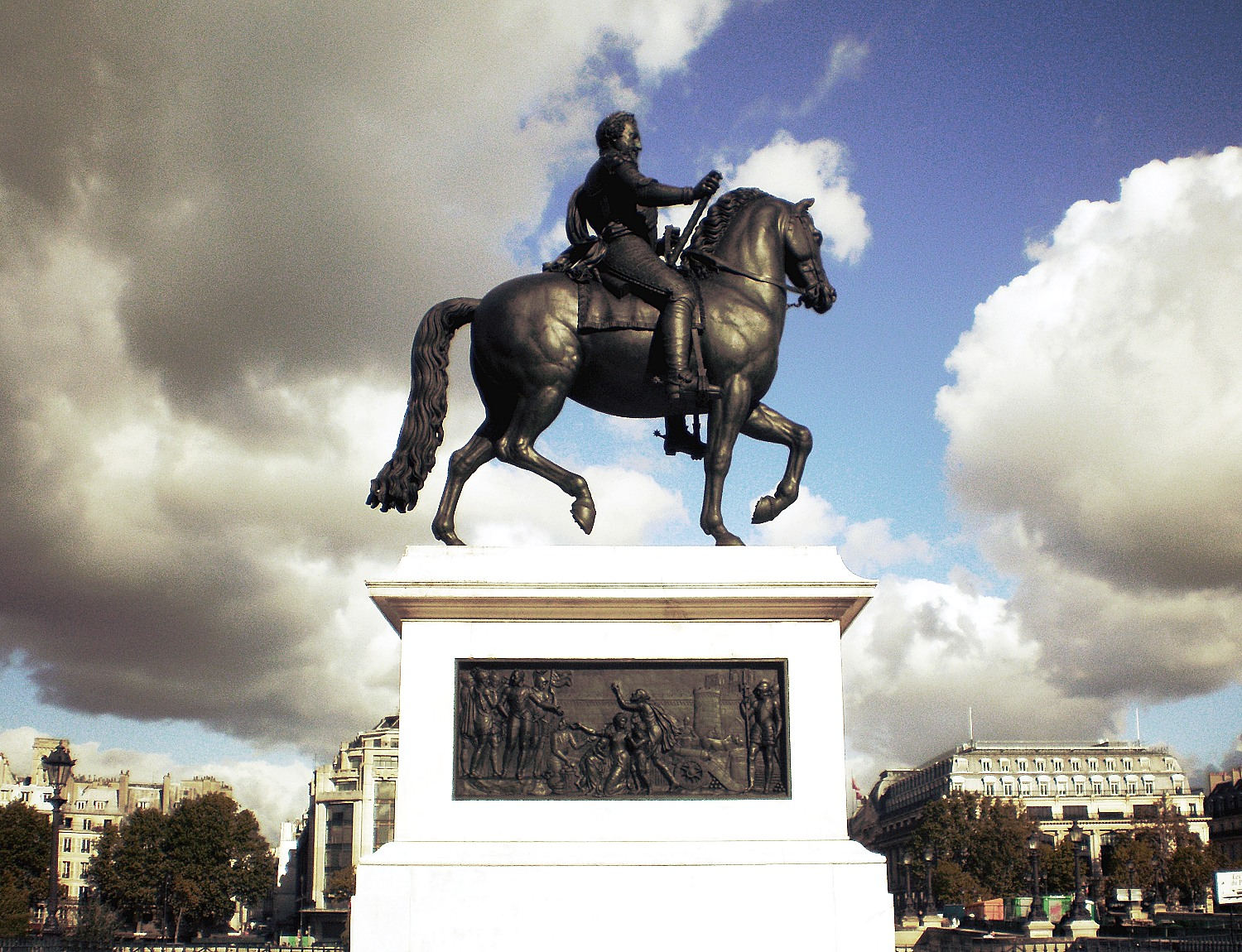
Place du Pont-Neuf, avec la statue équestre d’Henri IV et, en arrière-plan, les bâtiments du quai du Louvre et du quai de la Mégisserie (Paris 1er).

## Pour approfondir

#### La statue d'Henri IV sur le pont Neuf
- Geneviève Bresc-Bautier, « Henri IV au Pont-Neuf », In Situ. Revue du patrimoine, no 14, 2010 , insitu.revues.org (lire en ligne).
- Stéphanie Celle et Carlo Usai, « Restauration de la statue de Henri IV », In Situ. Revue du patrimoine, no 14, 2010 , insitu.revues.org (lire en ligne).
- Département de l'Action culturelle et éducative et Archives nationales, « Entre pratique inaugurale et trésor mémoriel : étude du contenu de la statue de Henri IV de 1818 », dans In Situ. Revue du patrimoine, no 14, 2010 insitu.revues.org (lire en ligne).